# Titan(III)-sulfat
Titan(III)-sulfat ist eine anorganische chemische Verbindung des Titans aus der Gruppe der Sulfate.

## Gewinnung und Darstellung
Titan(III)-sulfat kann durch elektrolytische Reduktion einer Titan(IV)-sulfatlösung gewonnen werden, wobei diese durch Reaktion von Schwefelsäure mit Titan, Titansalzen (wie Titan(IV)-chlorid oder Titanylsulfat) oder Titandioxid gewonnen werden können. Ebenfalls möglich ist die Reduktion mit Zink oder Aluminium.

## Eigenschaften
Titan(III)-sulfat ist ein grünes Kristallpulver, das in Wasser, Alkohol und konzentrierter Schwefelsäure unlöslich ist, sich aber in verdünnter Schwefelsäure und in Salzsäure mit violetter Farbe löst. Es kristallisiert im trigonalen Kristallsystem mit der Raumgruppe R3 (Raumgruppen-Nr. 148).

## Verwendung
Titan(III)-sulfat wird für die Synthese und Kristallstrukturstudien über von sauren Titansulfaten wie Ti(H5O2)(SO4)2 2(H2O) eingesetzt.
Es wird auch in der Textilindustrie als Reduktionsmittel verwendet.